# Jon Callas
Jon Callas est un expert informatique américain cofondateur de PGP Corporation. 

## Biographie
Callas a une longue carrière dans le champ de la sécurité informatique et intervient souvent dans d'importantes conférences. Avant de travailler pour PGP Corporation, il a travaillé chez Counterpane Internet Security et chez Apple et était responsable scientifique du projet PGP originel fondé par Philip Zimmermann.
Il est membre de l'institution Think tank Shmoo Group.

## Distinctions
Plusieurs solutions de sécurité conçues par Jon Calas ont été récompensées par le Wall Street Journal.

## Vie privée
Il vit à San Mateo avec sa femme Tamzen.